# Monceaux-le-Comte
Monceaux-le-Comte är en kommun i departementet Nièvre i regionen Bourgogne-Franche-Comté i de centrala delarna av Frankrike. Kommunen ligger i kantonen Tannay som tillhör arrondissementet Clamecy. År 2022 hade Monceaux-le-Comte 126 invånare.

## Befolkningsutveckling
Antalet invånare i kommunen Monceaux-le-Comte
| Referens: INSEE |